# Championnat du Venezuela de football 1988-1989
Navigation
Saison 1987-1988 Saison 1989-1990
La saison 1988-1989 du Championnat du Venezuela de football est la trente-troisième édition du championnat de première division professionnelle au Venezuela et la soixante-neuvième saison du championnat national. Les seize meilleures équipes du pays sont regroupées au sein d'une poule unique où elles s'affrontent deux fois, à domicile et à l'extérieur. À la fin de la saison, les trois derniers du classement sont relégués et remplacés par les trois meilleurs clubs de Segunda A, la deuxième division vénézuélienne.
C'est le club de Mineros de Guayana qui remporte la compétition, après avoir terminé en tête du classement final, avec un seul point d'avance sur CD Pepeganga Margarita et cinq sur le double tenant du titre, le Maritimo Caracas. C'est le tout premier titre de champion de l'histoire du club.

## Les clubs participants
| - Maritimo Caracas - Deportivo Italia - Caracas FC - Mineros de Guayana - Atlético Anzoátegui - Minerven FC - Promu de D2 - Peninsulares de Araya - Arroceros de Calabozo - Promu de D2 | - Portuguesa FC - Estudiantes de Mérida - UA Táchira - UD Lara - Atlético Zamora - CD Pepeganga Margarita - ULA Mérida - Deportivo Galicia - Promu de D2 |  |

## Compétition
Le barème utilisé pour établir le classement est le suivant :
- Victoire : 2 points
- Match nul : 1 point
- Défaite : 0 point

### Classement
| Rang | Équipe                 | Pts | J  | G  | N  | P  | Bp | Bc | Diff |
| ---- | ---------------------- | --- | -- | -- | -- | -- | -- | -- | ---- |
| 1    | Mineros de Guayana     | 46  | 30 | 18 | 10 | 2  | 68 | 26 | +42  |
| 2    | CD Pepeganga Margarita | 45  | 30 | 19 | 7  | 4  | 54 | 24 | +30  |
| 3    | Maritimo CaracasTC     | 41  | 30 | 17 | 7  | 6  | 40 | 23 | +17  |
| 4    | Atlético Zamora        | 36  | 30 | 13 | 10 | 7  | 45 | 20 | +25  |
| 5    | UA Táchira             | 35  | 30 | 13 | 9  | 8  | 68 | 34 | +34  |
| 6    | ULA Mérida             | 34  | 30 | 13 | 8  | 9  | 38 | 40 | -2   |
| 7    | Minerven FCP           | 33  | 30 | 9  | 15 | 6  | 37 | 32 | +5   |
| 8    | Caracas FC             | 32  | 30 | 11 | 10 | 9  | 51 | 39 | +12  |
| 9    | Portuguesa FC          | 30  | 30 | 12 | 6  | 12 | 36 | 35 | +1   |
| 10   | Deportivo Italia       | 29  | 30 | 11 | 7  | 12 | 37 | 40 | -3   |
| 11   | Estudiantes de Mérida  | 28  | 30 | 9  | 10 | 11 | 39 | 32 | +7   |
| 12   | UD Lara                | 27  | 30 | 10 | 7  | 13 | 35 | 37 | -2   |
| 13   | Deportivo GaliciaP     | 24  | 30 | 5  | 14 | 11 | 25 | 40 | -15  |
| 14   | Deportivo Anzoátegui   | 22  | 30 | 7  | 8  | 15 | 20 | 45 | -25  |
| 15   | Arroceros de CalabozoP | 9   | 30 | 2  | 5  | 23 | 26 | 90 | -64  |
| 16   | Peninsulares de Araya  | 9   | 30 | 2  | 5  | 23 | 21 | 83 | -62  |

|  | Qualification pour la Copa Libertadores 1990 |
|  | Relégation directe en Segunda A              |

## Bilan de la saison
| Championnat du Venezuela de football 1988-1989 |                                                                  |
| Champion                                       | Mineros de Guayana (1er titre)                                   |
| Coupes et trophées                             |                                                                  |
| Vainqueur de la Coupe du Venezuela 1988-1989   | Maritimo Caracas                                                 |
| Qualifications continentales                   |                                                                  |
| Copa Libertadores 1990                         | Mineros de Guayana                                               |
| Copa Libertadores 1990                         | CD Pepeganga Margarita                                           |
| Promotions et relégations                      |                                                                  |
| Promus en Primera División                     | Trujillanos FC Internacional Maracaibo FC                        |
| Relégués en Segunda A                          | Deportivo Anzoátegui Arroceros de Calabozo Peninsulares de Araya |